# ブラフマーユ経
『ブラフマーユ経』（ブラフマーユきょう、巴: Brahmāyu-sutta, ブラフマーユ・スッタ）とは、パーリ仏典経蔵中部に収録されている第91経。『梵摩経』（ぼんまきょう）とも。
類似の伝統漢訳経典としては、『中阿含経』（大正蔵26）の第161経「梵摩経」がある。
優れた婆羅門であるブラフマーユ（梵摩）が仏教に帰依する様を描く。

## 構成

### 登場人物
- 釈迦
- ブラフマーユ（梵摩） --- 優れた婆羅門。120歳。
- ウッタラ --- ブラフマーユの弟子。

### 場面設定
ある時、釈迦は、ミティラーに滞在していた。
そこで婆羅門ブラフマーユ（梵摩）は、弟子のウッタラに、評判の高い釈迦が三十二相を持っているかどうか確認に行かせる。7ヶ月後、帰ってきたウッタラは、釈迦が三十二相と、多くの聖人たる振る舞いの特徴を持っていたと報告する。ブラフマーユは釈迦に帰依することを誓う。
ブラフマーユはミティラーのマガデーヴァ園に滞在している釈迦を訪ね、三十二相を確認した上で帰依する旨を述べ、四諦などの仏法を釈迦に説いてもらう。
間もなくしてブラフマーユは亡くなるが、その行き先を尋ねに来た彼の弟子たちに、釈迦はブラフマーユは五下分結を断ったので、不還者になると述べる。

## 日本語訳
- 『南伝大蔵経・経蔵・中部経典3』（第11巻上） 大蔵出版
- 『パーリ仏典 中部（マッジマニカーヤ）中分五十経篇II』 片山一良訳 大蔵出版
- 『原始仏典 中部経典3』（第6巻） 中村元監修 春秋社